# Frederik Willem II van Sleeswijk-Holstein-Sonderburg-Beck
Frederik Willem II van Sleeswijk-Holstein-Sonderburg-Beck (Potsdam, 18 juni 1687 - Königsberg, 11 november 1749) was van 1728 tot aan zijn dood hertog van Sleeswijk-Holstein-Sonderburg-Beck. 

## Levensloop
Frederik Willem II was de oudste zoon van hertog Frederik Lodewijk van Sleeswijk-Holstein-Sonderburg-Beck en diens echtgenote Louise Charlotte, dochter van hertog Ernst Günther van Sleeswijk-Holstein-Sonderburg-Augustenburg.
Na zijn studies in Halle ging Frederik Willem in 1704 in militaire dienst als luitenant-kolonel in het Pruisische leger. In 1715 onderscheidde hij zich als kolonel bij het beleg van Stralsund in de Grote Noordse Oorlog en in 1721 ontving hij het regiment van zijn vader, het Infanterieregiment nummer 11. Voor zijn militaire verdiensten kreeg Frederik Willem van koning Frederik Willem I van Pruisen in 1717 het paleis Friedrichshof en in 1719 het Slot Holstein. In 1725 werd Frederik Willem eveneens beleend met het landgoed Riesenberg, dat hij later verkocht.
In 1741 kwam het na de Slag bij Mollwitz in de Eerste Silezische Oorlog tot een conflict tussen Frederik Willem II en koning Frederik II van Pruisen. Frederik Willem was als generaal opgeroepen ter versterking, maar kwam te laat aan op het slagveld. Omdat hij niet op de hoogte was van de situatie, liet hij bovendien verschillende Oostenrijkse eenheden voorbijtrekken. Desondanks werd Frederik Willem nog hetzelfde jaar bevorderd tot generaal-veldmaarschalk en als gouverneur naar Königsberg gestuurd. In 1747 werd hij tevens benoemd tot gouverneur van Berlijn, een functie die hij wegens zijn ziekte niet effectief kon uitoefenen.
In 1728 volgde Frederik Willem zijn vader op als hertog van Sleeswijk-Holstein-Sonderburg-Beck. Zijn residentie in deze functie, de havezate Beck, besloot hij in 1744 echter te verkopen.
In november 1749 stierf hij op 62-jarige leeftijd. Zijn lichaam werd naar Berlijn gebracht en in 1750 bijgezet in de Garnisonkerk.

## Huwelijken en nakomelingen
Eerst huwde Frederik Willem met Eleonora (overleden in 1715), dochter van de Poolse grootschatbewaarder Wladislaus von Loß. Dit huwelijk bleef kinderloos.
Op 3 december 1721 huwde hij met zijn tweede echtgenote Ursula Anna (1700-1761), dochter van burggraaf Christoffel I van Dohna-Schlodien. Ze kregen twee kinderen:
- Sophia Charlotte (1722-1763), huwde in 1738 met burggraaf Alexander Emil zu Dohna-Wartenburg-Schlodien en in 1750 met prins George Lodewijk van Sleeswijk-Holstein-Gottorp
- Frederik Willem III (1723-1757), hertog van Sleeswijk-Holstein-Sonderburg-Beck